# Leucotmemis climacina
Leucotmemis climacina är en fjärilsart som beskrevs av Butler 1876. Leucotmemis climacina ingår i släktet Leucotmemis och familjen björnspinnare. Inga underarter finns listade i Catalogue of Life.